# Qix
Qix (prononcé /kɪks/) est un jeu d'arcade sorti en 1981 par Taito. Il a pour suite Super Qix.

## But du jeu
Le joueur, symbolisé par une étincelle ou un diamant selon les versions, doit essayer de conquérir 75% ou plus d'un grand rectangle vide pour passer au niveau suivant.  
Pour cela, le joueur peut circuler le long de n'importe quelle ligne (au départ, le bord de l'écran) puis quitter son territoire pour en créer une nouvelle. S'il parvient à fermer la figure qu'il dessine, il gagne une nouvelle portion du terrain. Celle-ci devient alors "solide" ou laisse apparaître un morceau d'image.
Mais l'espace vide contient une étrange créature aux mouvements erratiques et imprévisibles, le Qix. Si ce dernier ou l'une des nombreuses créatures qu'il expulse régulièrement touche une ligne non fermée (un Stix), le joueur perd une vie.
Il est possible de tracer des stix rapides ou lents, ces derniers rapportant le double de points. Mais plus l'espace se rétrécit autour du Qix et plus celui-ci devient agité.

## Plateformes
Qix a été adapté sur différentes plateformes dont l'Atari 5200, l'Atari 400/800, DOS, l'Amiga, l'Apple IIgs, la Game Boy, la NES et l'Atari Lynx. De plus, le jeu fait partie de plusieurs collections de jeux de Taito qui ont été produites pour différents supports dont la PSP, la PS2, la Xbox et Windows.